# Clásico Antiguo de Costa Rica
Se conoce como el Clásico Antiguo de Costa Rica al partido de fútbol que era disputado por los clubes Club Sport La Libertad y Club Sport Herediano de la Primera División de Costa Rica. La Libertad representaba el equipo de San José; y Herediano es el equipo de Heredia, una de las ciudades principales del país.

## Historia
Los enfrentamientos entre La Libertad y el Herediano comenzaron oficialmente en 1921 por el campeonato nacional de la primera división del fútbol costarricense, con un balance que ha sido favorable a los libertos. Desde 1921 hasta 1949 el mayor duelo en Costa Rica seguía siendo entre La Libertad y el Herediano aunque poco a poco se convirtió en un juego desigual debido a que los libertos con el pasar de los años iniciaron una caída deportiva que los llevó a ocupar varias veces el último sitio.
El primer choque entre estos equipos se presentó el 21 de agosto de 1921 en la Cancha Libertad, el partido finalizó 2-0 a favor de Herediano, y el último encuentro entre estos dos equipos se realizó el 31 de julio de 1960 en el Estadio Eladio Rosabal Cordero con un triunfo herediano de 5-0; debido a que la última temporada en primera división del equipo La Libertad fue la de 1960 ya que descendió a la segunda división, y desde entonces no regresó a competir en la máxima categoría (actualmente disputa campeonatos de LINAFA en divisiones menores). 

### Datos del clásico
- 71 partidos de campeonato nacional, de los cuales La Libertad ganó 30, Herediano ganó 31 y hubo 10 empates, con 136 goles libertos y 157 goles rojiamarillos.[2]

- Máximo goleador liberto en esta serie es el exjugador Emanuel Amador, con 14 tantos.

- Máximo goleador del Herediano en esta serie es el exjugador Mario Murillo, con 9 goles.[3]

### Historial
Actualizado al último partido el 13 de noviembre de 1960.
| Competición      | P.J. | P.G. CSLL | P.E. | P.G CSH | G.CSLL | G.CSH |
| ---------------- | ---- | --------- | ---- | ------- | ------ | ----- |
| Primera División | 71   | 30        | 10   | 31      | 136    | 157   |
| Copa             | 20   | 9         | 1    | 10      | 41     | 47    |
| Total Oficial    | 91   | 39        | 11   | 41      | 177    | 204   |

### Finales
| Edición                   | Campeón          | Resultado        | Subcampeón       | Sede Final       |
| Primera División          | Primera División | Primera División | Primera División | Primera División |
| ------------------------- | ---------------- | ---------------- | ---------------- | ---------------- |
| 1947                      | Herediano        | 1-2, 7-0, 2-0    | La Libertad      | Estadio Nacional |
| Copa                      |                  |                  |                  |                  |
| Diario de Costa Rica 1924 | Herediano        | 3-0              | La Libertad      | Estadio Nacional |
| Benguria 1925             | La Libertad      | 2-0              | Herediano        | Estadio Nacional |
| Federación 1929           | La Libertad      | 3-2              | Herediano        | Estadio Nacional |
| Cocomalt 1937             | La Libertad      | 6-1, 3-1         | Herediano        | Estadio Nacional |
| Gran Bretaña 1945         | Herediano        | 3-2              | La Libertad      | Estadio Nacional |

### Títulos oficiales
| Competiciones internacionales | Herediano | La Libertad |
| ----------------------------- | --------- | ----------- |
| Liga Concacaf                 | 1         | 0           |
| Competiciones nacionales      | Herediano | La Libertad |
| Primera División              | 31        | 6           |
| Copa                          | 11        | 7           |
| Supercopa                     | 3         | 0           |
| TOTAL                         | 46        | 13          |